# 阿米贝隆
阿米贝隆（英语：Amibegron；开发代号：SR-58,611A）是赛诺菲-安万特（现为赛诺菲）开发的药物，作为β3肾上腺素受体的选择性激动剂。它是第一个开发的口服活性β3激动剂，能够进入中枢神经系统并具有抗抑郁和抗焦虑作用。
2008年7月31日，赛诺菲-安万特宣布决定停止阿米贝隆的开发。